# ...E l'altare crollò
...E l'altare crollò è un film diretto da Guido Brignone, prodotto nell'ottobre 1916 dalla Volsca Films, con Lola Visconti Brignone e Arturo Falconi. Si tratta del film dove recita per la prima volta.